# Dendrochilum niveum
Dendrochilum niveum är en orkidéart som beskrevs av Oakes Ames. Dendrochilum niveum ingår i släktet Dendrochilum och familjen orkidéer. Inga underarter finns listade i Catalogue of Life.